# آيلاند ريكوردز
آيلاند ريكوردز هي شركة إنتاج تأسست من قبل كريس بلاكويل ووغرايم غودال في جامايكا، واستند عليه في المملكة المتحدة لسنوات عديدة، وهي مملوكة الآن من قبل مجموعة يونيفرسال الموسيقية، الشركة من فرع مجموعة الجزيرة ديف جام الموسيقية في الولايات المتحدة ومجموعة تسجيلات الجزيرة في المملكة المتحدة.

ونشرت شركة آيلاند ريكوردز ألبومات كثيرة تمثّل عدّة أنواع الموسيقى وقائمة الموسيقيين والفرق الذين سجّلَتهم كما يلي: بوب ديلن وجيمي كليف وماي بلودي فالنتاين وسو دراهايم وإلتون جون وجانيت جاكسون وبوب مارلي ويوسف إسلام والشابة الزهوانية.

## وصلات خارجية
- الموقع الرسمي